# Маккалок, Ричард
Ричард Маккалок (англ. Richard McCulloch) (род. в 1949 году) — американский публицист, белый супремасист и расовый теоретик.

## Биография
Р. Маккалок родился в 1949 году в США. В колледже и университете изучал историю и антропологию. Расовыми вопросами интересовался с подросткового возраста. Писать на расовую тему его вдохновил пример Уилмота Робертсона, с книгой которого Маккалок познакомился в 1973 году.

## Идеи
Р. Маккалок создал свою расовую классификацию, во многом опирающуюся на классификации американского антрополога К. Куна и английского биолога Дж. Бейкера.
Говоря о нордической расе, он различает чистые нордические типы (трёндеры, борребю, нордиды, брюнны, фальцы) и периферийные (атлантиды, субнордиды, неодунайцы, восточнобалтийцы), обозначая их совокупность термином североевропейская раса (Northern European race), или Nordish race.
Р. Маккалок считает, что североевропейская раса переживает кризис и призывает к мерам по её сохранению, в частности, к расовому сепаратизму.
Он осуждает расовый нигилизм (отрицание существования рас), но дистанцируется от «безнравственного» расизма.
Все работы Р. Маккалока выпускает издательство Towncourt Enterprises (США).

## Работы
- The Ideal and Destiny (1982)
- Destiny of Angels (рус. Судьба ангелов) (1986)
- The Nordish Quest (1989)
- The Racial Compact (1994)